# Barysauka (obwód miński)
Barysauka (biał. Барысаўка; ros. Борисовка, Borisowka; pol. hist. Ruczaj) – chutor na Białorusi, w obwodzie mińskim, w rejonie stołpeckim, w sielsowiecie Naliboki.

## Warunki naturalne
Chutor położony jest na obrzeżach Puszczy Nalibockiej, w pobliżu granic Nalibockiego Rezerwatu Krajobrazowego.

## Historia
W dwudziestoleciu międzywojennym kolonia Ruczaj leżała w Polsce, w województwie nowogródzkim, w powiecie stołpeckim, w gminie Naliboki. W 1921 miejscowość liczyła 30 mieszkańców, zamieszkałych w 3 budynkach, w tym 21 Polaków i 9 Białorusinów. Wszyscy mieszkańcy byli wyznania rzymskokatolickiego.
Po II wojnie światowej w granicach Związku Sowieckiego. Od 1991 w niepodległej Białorusi.